# Тошнота

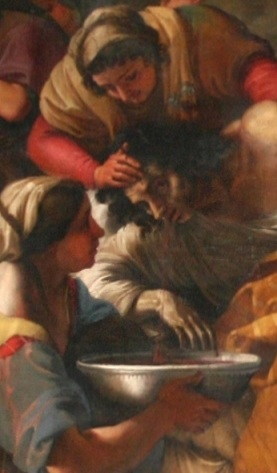
Фрагмент росписи Миланского собора

Тошнота́ — тягостное ощущение в подложечной области, груди, полости рта и глотке, нередко предшествует рвоте. Возникает при диетических погрешностях, отравлениях, заболеваниях органов брюшной полости, центральной нервной системы, при беременности, укачивании и так далее. При некоторых заболеваниях, сопровождающихся потерей веса (рак, СПИД), тошнота может быть постоянной и, таким образом, угрожать жизни больного.
Область медицины, изучающая тошноту и рвоту, называется эметология.

## Описание симптома
При тошноте тонус желудка снижен, перистальтика отсутствует или сильно замедлена. В то же время тонус двенадцатиперстной кишки и проксимальных отделов тощей кишки повышается, происходят дуоденогастральные рефлюксы.
При позывах к рвоте во время вдоха при закрытом рте отмечается судорожное сокращение дыхательных мышц и диафрагмы, а во время выдоха — передней брюшной стенки. При этом тонус антрального отдела желудка повышается, а тела и кардиального отдела — снижается.

## Этиология
Причины, способные привести к развитию данного симптома, разнообразны, к наиболее распространённым относятся заболевания желудочно-кишечного тракта, отравления, головной боли, различные интоксикации, морская болезнь. 
Утренняя тошнота может быть одним из первых признаков беременности. Развитие тошноты во время беременности является одним из симптомов раннего гестоза — токсикоза беременных. Обычно тошнота проходит к концу первого триместра беременности.

## Лечение

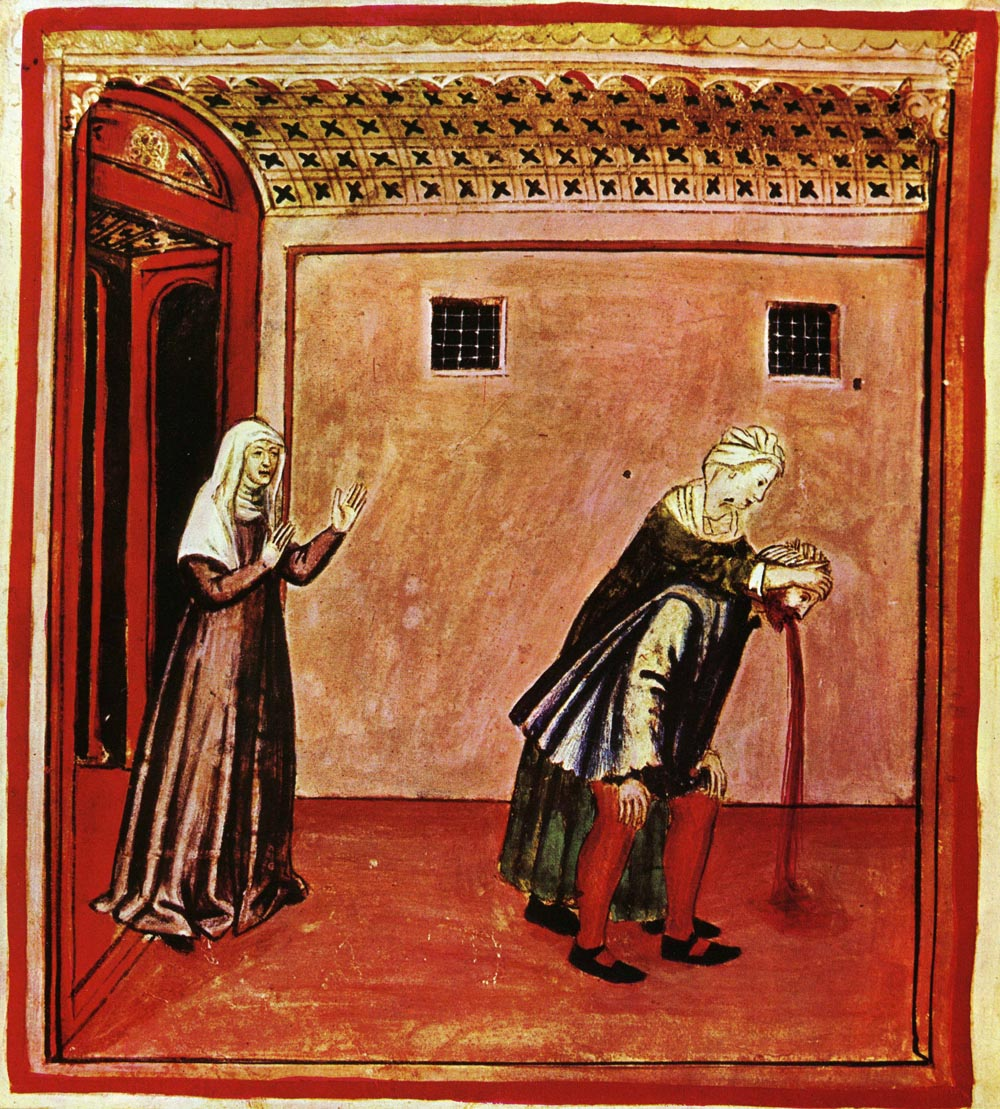
Гравюра из медицинского средневекового трактата «Tacuinum sanitatis» XIV века

Лечение заболевания проводится как патогенетическое, когда устраняется причина тошноты, так и симптоматическое, когда подавляется лишь сам симптом.
Для симптоматической терапии применяются:
- Бензодиазепины (диазепам, лоразепам)
- Фенотиазины
- Блокаторы М-холинорецепторов
- Селективные антагонисты 5-гидрокситриптаминовых (серотониновых) рецепторов
- Блокаторы Н1-рецепторов
- Прокинетики (метоклопрамид)
- Домперидон
- Фенибут

Примером патогенетической терапии является лечение тошноты, вызванной отравлением, при этом рекомендуют приём внутрь абсорбирующих веществ: например, активированного угля или других.